# Gianni Buffardi
Gianni Buffardi (Roma, 1930 – Roma, 22 agosto 1979) è stato un produttore cinematografico, regista e sceneggiatore italiano.

## Biografia
Figliastro del regista Carlo Ludovico Bragaglia, produsse una serie di film di successo con Totò ma anche per altri artisti, diretti da Sergio Corbucci e da Steno. Nel 1951 sposò la figlia di Totò, Liliana de Curtis, e da lei ebbe due figli, ma l'unione terminò qualche tempo più tardi. Nel 1968, dopo cinque anni di pausa, rientrò nella produzione finanziando almeno un film all'anno. Nel 1973 diresse il suo unico film, Number One, un dramma sulla criminalità nelle discoteche notturne, del quale scrisse anche la sceneggiatura. Morì il 22 agosto 1979, a 49 anni all'ospedale Policlinico Umberto I, a causa di una leptospirosi, contratta dopo aver fatto un bagno — a metà luglio — nelle acque del Tevere.

## Filmografia

### Regista
- Number One (1973) anche soggetto e sceneggiatura

### Produzione
- Totò, Peppino e... la dolce vita di Sergio Corbucci (1961)
- I due marescialli di Sergio Corbucci (1961) organizzatore generale
- Pastasciutta nel deserto di Carlo Ludovico Bragaglia (1961)
- Totò diabolicus di Steno (1962)
- Il mare di Giuseppe Patroni Griffi (1962)
- I 4 monaci di Carlo Ludovico Bragaglia (1962) anche sceneggiatura
- Lo smemorato di Collegno di Sergio Corbucci (1962)
- I due colonnelli di Steno (1962)
- Totò contro i quattro di Steno (1963)
- I quattro moschettieri di Carlo Ludovico Bragaglia (1963)
- Gli onorevoli di Sergio Corbucci (1963)
- Faustina di Luigi Magni (1968)
- Puro siccome un angelo papà mi fece monaco... di Monza di Giovanni Grimaldi (1969)